# Annual
Annual (jämför årsbok) är ett begrepp inom amerikansk serietidningsutgivning, och annan periodicautgivning. Ordet syftar på årligt utgivna specialnummer av en reguljär tidning. Denna är vanligen mer påkostad och tjockare än modertidningen, ingår inte i den reguljära numreringen och innehåller oftast en avslutad historia som inte omfattas av den reguljära titelns kronologi. Många gånger är den dessutom skapad av serieskapare som inte arbetar på huvudserien. En annual kan sägas vara den amerikanska motsvarigheten till de svenska julalbumen.